# XEUN
Radio Universidad Nacional Autónoma de México o Radio UNAM es una estación de radio universitaria perteneciente a dicha institución. Transmite por el 860 de AM (XEUN-AM) y por el 96.1 de FM (XEUN-FM) ambas en la Ciudad de México; vía satélite por SATMEX V (AM) y Solidaridad II, por onda corta en la frecuencia de 9600 kHz y por internet en su sitio web. Su transmisión se realiza 24 horas diarias, 365 días del año.

## Historia
El proyecto de contar con un espacio en radio por parte de la UNAM surgió en la década de los treinta, por un grupo formado por Alejandro Gómez Arias, José María de los Reyes, José Barros Sierra, Manuel Ángeles al que se uniría Álvaro Gálvez y Fuentes. El entonces rector de la UNAM, Luis Chico Goerne, logró la autorización por parte de Lázaro Cárdenas de una frecuencia radial para la universidad. Su inauguración ocurrió el 14 de junio de 1937, a las 20 horas, con un concierto en el Anfiteatro Bolívar de la Escuela Preparatoria Nacional, hoy Antiguo Colegio de San Ildefonso. En el concierto participaron Eloise Roessler, Clelia Teresa Pin, la Orquesta Sinfónica de la Universidad Nacional y el Trío Clásico. 
Su primer director fue Gómez Arias, funcionaba con las siglas XEXX, transmitía 4 horas diarias por la frecuencia de 1170 khz AM y una potencia de 5 mil watts. Sus primeras oficinas se ubicaron en Justo Sierra 16, en el Centro Histórico de la Ciudad de México y su planta difusora estaba en la antigua Escuela de Ciencias Químicas en la colonia Popotla. Debido a las dificultades presupuestales el alcance de la estación era limitado y su alcance cubría apenas la capital mexicana. Las oficinas en la calle Justo Sierra eran pequeñas, apenas para una cabina de control, una de locución y un pequeño espacio para grupos musicales invitados. El equipo con el que inició Radio UNAM fue una tornamesa de madera, un transmisor Collins, un radio común y corriente, un piano viejo, un sofá y un micrófono marca 44 RCA Víctor.
En 1939 su indicativo cambió al actual, XEUN, e inició transmisiones en onda corta en la frecuencia 9,600 kHz, banda internacional de 31 metros, con el identificativo XEYU.
En 1972 se trasladó a su sede desde entonces, en la calle Adolfo Prieto en la Colonia del Valle de la Ciudad de México.
En 2015 comenzó a renovar los contenidos de la AM con programas de ficción, miniproducciones y la transmisión de acervos históricos. En la FM retomó la música clásica, de gran aceptación entre el público, sin dejar de difundir la música contemporánea y del mundo. Además, inició las transmisiones de Frecuencia Radio UNAM en Internet, dirigida exclusivamente a la audiencia joven.
Desde 2016, el director de la estación es Benito Taibo.

### Director
| Director                      | Periodo                      |
| ----------------------------- | ---------------------------- |
| Alejandro Gómez Arias         | 1937 - 1939                  |
| Rafael López Malo             | 1939 -                       |
| Alejandro Quijano             | 1953 - 1954                  |
| Pedro Rojas                   | 1954 - 1960                  |
| Max Aub                       | 1960 - 1966                  |
| Joaquín Gutiérrez Heras       | 1966 - 1970                  |
| Raúl Cosío                    | 1970 - 1972                  |
| Armando Zayas                 | 1973                         |
| Fernando Curiel               | 1973 - 1976 1978 - 1980      |
| Abelardo Villegas             | 1977 - 1978                  |
| Miguel Carriedo               | 1980 - 1984                  |
| Beatriz Barros Horcasitas     | 1985 - 1989                  |
| Alberto Dallal Castillo       | 1989 - 1991                  |
| Fernando Escalante Sobrino    | 1991 - 1993 2000 - 2004 2015 |
| Eraclio Zepeda                | 1993 - 1994                  |
| Felipe López Veneroni         | 1995 - 1998                  |
| Malena Mijares Fernández      | 1998 - 2000                  |
| Fernando Álvarez del Castillo | 2004 - 2008                  |
| Fernando Chamizo Guerrero     | 2008 - 2015                  |
| Renato Dávalos                | 2016                         |
| Benito Taibo                  | 2016 -                       |

## Convenios
La estación tiene convenios para el intercambio de contenidos con las siguientes estaciones internacionales:
- Radio Francia Internacional
- Radio Nederland Wereldomroep
- The Jesus Guadalupe Foundation (Radio Cosmos de Chicago)

## Instalaciones
Dentro de las instalaciones de Radio UNAM se encuentra la sala Julián Carrillo en donde se llevan a cabo distintos espectáculos culturales de danza, música, cine, teatro, entre otros. 